# Periptychinae
Periptychinae es una subfamilia extinta de condilardros de la familia Periptychidae endémica de Norteamérica durante el Paleoceno temprano que vivieron hace 65 a 63,3 millones de años.